# Chili de crabe

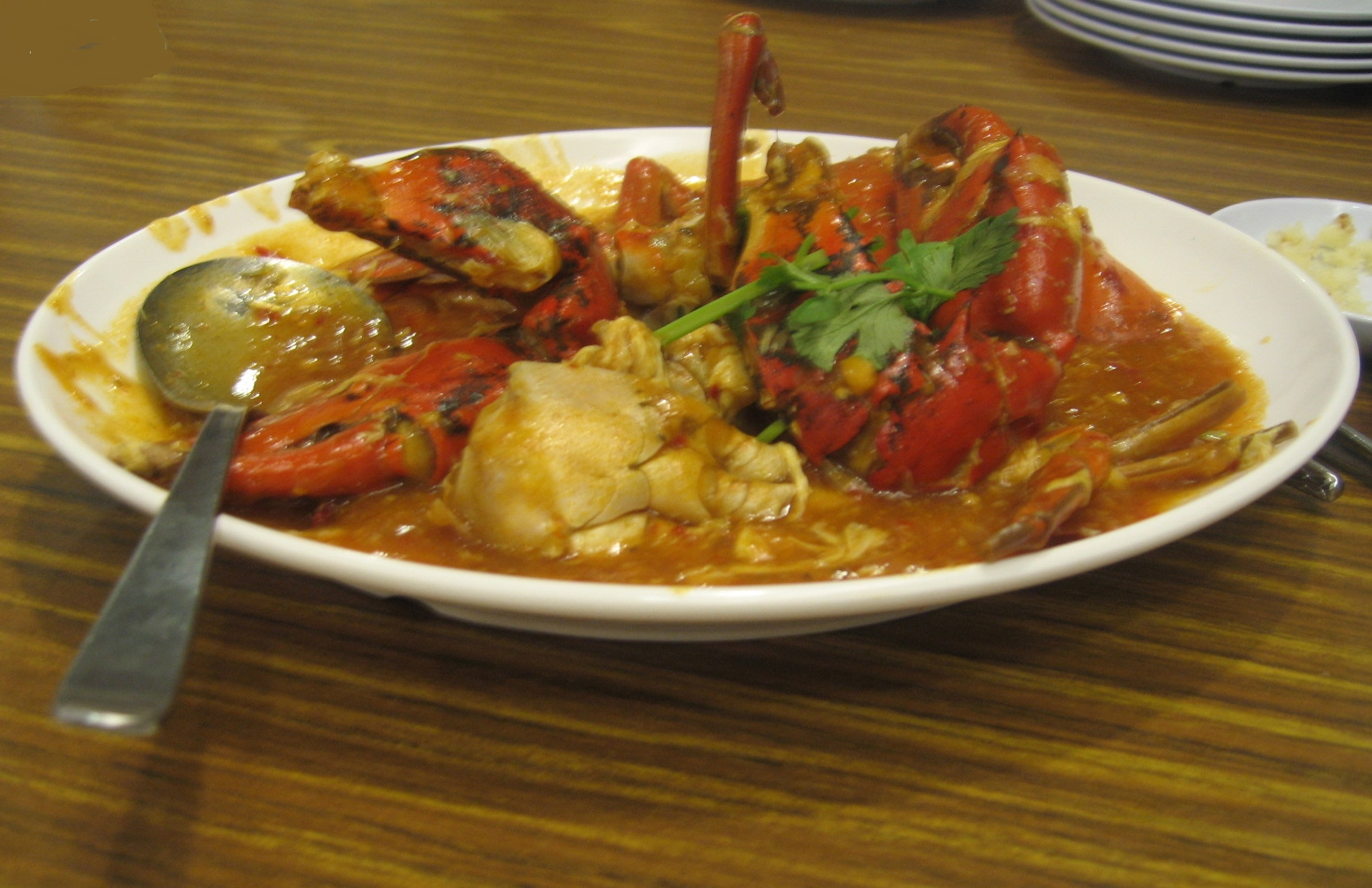
Chili de crabe.

Le chili de crabe est un plat de fruits de mer populaire en Malaisie et à Singapour. Les crabes de palétuvier sont communément utilisés pour sa préparation. Ils sont frits et accompagnés d'une sauce à la tomate et au chili. Malgré son nom, le chili de crabe n'est pas un plat très épicé,.

## Préparation
La sauce qui accompagne le chili de crabe est souvent semi-épaisse et douce. Elle est généralement faite de curry et de cumin, liée avec de la farine et aromatisée avec du vinaigre de riz ou de la sauce soja. Vers la fin de la préparation, des œufs battus sont ajoutés au plat afin de donner de la consistance à la sauce. Des feuilles de coriandre accompagnent souvent le mets.
Bien que les crabes des palétuviers soient privilégiés, le plat peut se préparer à partir de crabes bleus (Portunus pelagicus) ou de crabes en mue.
Le chili de crabe est souvent complété de pain pour la sauce, éventuellement du mantou ou de la baguette. Le riz blanc est également un bon accompagnement.